# Velo-city
Velo-city, l’une des conférences cyclables les plus importantes au monde, a eu lieu en 1980, 1984, puis tous les deux ans de 1987 à 2009, et chaque année depuis 2009. La ville hôte co-organise l’événement avec l’ECF (Fédération européenne des cyclistes).
Velo-city s’adresse à un large public et réunit toutes les parties impliquées dans la gestion et la promotion du vélo comme les institutions, des représentants du monde académique, de l’industrie du cycle, de bureaux d’études et d’associations de cyclistes.

## Historique
La première édition de Velo-city s'est déroulée à Brême en 1980. Le succès de cette édition – plus de 300 participants – a conduit a la création de l’ECF en 1983. D’autres conférences ont ensuite été organisées – entre autres – à Londres (1984), Groningue (1987), Bâle (1995), Barcelone (1997), Paris (2003), Munich (2007), Bruxelles (2009), Copenhague (2010), Taipei (2016), Rio de Janeiro (2018), Lisbonne (2021) et Gdansk (2025).

## Villes hôtes
- 1980 - Brême, Allemagne
- 1984 - Londres, Royaume-Uni
- 1987 - Groningen, Pays-Bas : Planning for the urban cyclist
- 1989 - Copenhague, Danemark : How to make people use the bicycle
- 1991 - Milan, Italie : The bicycle - improving mobility and the environment in our cities
- 1992 - Montréal, Québec
- 1993 - Nottingham, Royaume-Uni
- 1995 - Bâle, Suisse : The bicycle, symbol of sustainable transport
- 1996 - Fremantle, Australie
- 1997 - Barcelone, Espagne
- 1999 - Graz, Autriche et Maribor, Slovénie
- 2000 - Amsterdam, Pays-Bas
- 2001 - Édimbourg et Glasgow, Écosse
- 2003 - Paris, France : Le vélo, outil indispensable pour la reconquête de la ville
- 2005 - Dublin, Irlande : Delivering the vision
- 2007 - Munich, Allemagne : From vision to reality
- 2009 - Bruxelles, Belgique : Re-cycling cities
- 2010 - Copenhague, Danemark : Different gears same destinations
- 2011 - Séville, Espagne : El ciclo de la vida - The cycle of life
- 2012 - Vancouver, Canada : Cities in Motion
- 2013 - Vienne, Autriche : The Sound of Cycling – Urban Cycling Cultures
- 2014 - Adélaïde, Australie
- 2015 - Nantes, France : Le vélo, créateur de futur
- 2016 - Taipei, Taïwan : Evolution of cycling
- 2017 - Arnhem et Nimègue, Pays-Bas : The freedom of cycling
- 2018 - Rio de Janeiro, Brésil : Access to Life
- 2019 - Dublin, Irlande : Cycling for the ages
- 2020 - reporté à 2022 en raison de la pandémie de Covid-19
- 2021 - Lisbonne, Portugal: Cycle Diversity
- 2022 - Ljubljana, Slovénie : Cycling the Change
- 2023 - Leipzig, Allemagne : Leading the Transition
- 2024 - Gand, Belgique[1]: Connecting through Cycling
- 2025 - Gdańsk, Pologne : Energizing Solidarity
- 2026 - Rimini, Italie[2] : Delivering the Urban Dream
- 2027 - Ehime, Japon[3]
- 2028 - Genève, Suisse[4]